# نینیریگال
نینیریگال یا نینیریگالا الهه‌ای بین‌النهرینی بود که با کولابا، ناحیه‌ای متعلق به شهر اوروک مرتبط بود. شخصیت او فراتر از نقش او به عنوان الهه حامی این منطقه، چندان شناخته شده نیست. شوهر او خدایی بود که با نام نونبارانا شناخته می‌شد، که به احتمال زیاد لقب خدای آتش گیبیل است.